# Roodachtig franjekelkje
Het roodachtig franjekelkje (Dasyscyphella dryina) is een schimmel behorend tot de familie Lachnaceae. Het leeft saprotroof op hout van eik (Quercus).

## Kenmerken
De apothecia hebben een diameter van 0,5-2,5 mm. De steel is centraal geplaatst en meet 0,3 tot 1,0 mm. Verse exemplaren hebben een gele of roodachtige kleur. De randharen zijn cillindrisch, aan de top gezwollen, 6-septaat en meten 80-120 × 2-3 µm.
De asci zijn 8-sporig, hebben een apicaal blauwe pore met Melzers reagens en meten 63-72 × 4,5-6 µm. Er zijn croziers aanwezig. De ascosporen zijn ellipsoïde, hebben geen insluitingen, ongesepteerd en meten 9,0-12,0 × 2,2-3,2 µm. De parafysen zijn cillidrisch met puntige toppen en komen niet voorbij de asci.

## Verspreiding
Het roodachtig franjekelkje komt voor in Europa, Azië en Noord-Amerika. In Nederland staat het op de rode lijst in de categorie 'verdwenen'.